# AGS JH27
Chronologie des modèles (1991)
AGS JH25B
L'AGS JH27 est la dernière monoplace de Formule 1 engagée par l'écurie française AGS dans le cadre du championnat du monde de Formule 1 1991. Elle est pilotée par l'Italien Gabriele Tarquini, remplacé par le Français Olivier Grouillard, et par l’Italien Fabrizio Barbazza.

## Historique
L'AGS JH27 est engagée à partir de la douzième manche de la saison, au Grand Prix d'Italie, en remplacement de l'AGS JH25B, mais n'a effectué aucun test de déverminage au préalable. Seul Gabriele Tarquini dispose de la nouvelle monoplace à Monza (son équipier Fabrizio Barbazza conserve la JH25B), mais celle-ci s'immobilise dès le premier tour des préqualifications, obligeant l'Italien à reprendre l'ancien modèle. Aucun des deux pilotes de l'écurie ne parvient à se préqualifier.
Au Portugal, AGS aligne deux exemplaires de la JH27, mais le directeur technique, Christian Vanderpleyn, quitte l'écurie. Si Barbazza ne passe pas le palier des préqualifications, Tarquini est victime d'un accrochage avec la Lola 91 d'Aguri Suzuki pendant son tour rapide et ne réalise le vingt-huitième temps, à trois dixièmes de la vingt-sixième et dernière place qualificative pour la course,.
Une semaine avant le Grand Prix d'Espagne, Tarquini quitte AGS pour rejoindre l'écurie italienne Fondmetal. Ce dernier est conscient des importantes difficultés financières de l'équipe française, d'autant plus que le projet de fusion avec Larrousse est voué à l'échec. Selon l'Italien, les repreneurs d'AGS, Gabriele Rafanelli et Patrizio Cantù, sont les responsables de l'agonie de la petite écurie française : « au début tout allait bien, et puis l'état d'esprit a changé, j'ai eu l'impression que l'équipe s'était mise en vacances, acceptait son sort... Comment continuer à investir son propre argent dans ces conditions ? ». AGS hésite d'abord à recruter le champion d'Italie de Formule 3 Roberto Colciago en remplacement de Tarquini. Mais, l'Italien est finalement remplacé par Olivier Grouillard, qui vient justement d'être licencié de Fondmetal pour ses mauvais résultats, mais qui apporte un soutien financier grâce à son commanditaire, le cigarettier Marlboro. Pour autant, ni Grouillard, ni Barbazza n'arrivent à se préqualifier pour la manche espagnole.
AGS fait faillite en marge du Grand Prix du Japon.

## Résultats en championnat du monde de Formule 1
| Saison | Écurie     | Moteur               | Pneumatiques | Pilotes            | Courses | Courses | Courses | Courses | Courses | Courses | Courses | Courses | Courses | Courses | Courses | Courses | Courses | Courses | Courses | Courses | Points inscrits | Classement |
| Saison | Écurie     | Moteur               | Pneumatiques | Pilotes            | 1       | 2       | 3       | 4       | 5       | 6       | 7       | 8       | 9       | 10      | 11      | 12      | 13      | 14      | 15      | 16      | Points inscrits | Classement |
| ------ | ---------- | -------------------- | ------------ | ------------------ | ------- | ------- | ------- | ------- | ------- | ------- | ------- | ------- | ------- | ------- | ------- | ------- | ------- | ------- | ------- | ------- | --------------- | ---------- |
| 1991   | AGS Racing | Ford-Cosworth V8 DFR | Goodyear     |                    | USA     | BRÉ     | SMR     | MON     | CAN     | MEX     | FRA     | GBR     | ALL     | HON     | BEL     | ITA     | POR     | ESP     | JAP     | AUS     | 0               | 15e        |
| 1991   | AGS Racing | Ford-Cosworth V8 DFR | Goodyear     | Gabriele Tarquini  |         |         |         |         |         |         |         |         |         |         |         | Npq     | Nq      |         |         |         | 0               | 15e        |
| 1991   | AGS Racing | Ford-Cosworth V8 DFR | Goodyear     | Olivier Grouillard |         |         |         |         |         |         |         |         |         |         |         |         |         | Npq     |         |         | 0               | 15e        |
| 1991   | AGS Racing | Ford-Cosworth V8 DFR | Goodyear     | Fabrizio Barbazza  |         |         |         |         |         |         |         |         |         |         |         |         | Npq     | Npq     | Forf    |         | 0               | 15e        |

Légende : ici 